# Medaglia commemorativa della campagna in Cina (Impero tedesco)
La China-Denkmünze è la versione tedesca della medaglia commemorativa della campagna in Cina, fu istituita il 10 maggio 1901 dal Kaiser Guglielmo II.
Guglielmo II propose alle potenze che nel 1900 e 1901, unite nell'Alleanza delle otto nazioni, avevano partecipato alla repressione della Ribellione dei Boxer in Cina, di creare una medaglia commemorativa comune,
ma questa idea non fu realizzata per l'opposizione di Francia e Gran Bretagna, così ognuna delle otto nazioni creò una propria medaglia, ad eccezione dell'Austria.
Lo stesso Guglielmo II ideò una bozza della medaglia tedesca, che fu poi disegnata dal professor Walter Schott di Berlino e coniata dalla ditta Mayer & Wilhelm di Stoccarda.

## Criteri di eleggibilità
La China-Denkmünze in bronzo fu assegnata a coloro che parteciparono agli eventi bellici in Asia orientale tra il 30 maggio 1900 e il 29 giugno 1901:
- ai marines ed a tutto il personale di nazionalità non cinese dell'ambasciata a Pechino che prese parte alla difesa delle legazioni straniere nel corso dei due  mesi e mezzo di assedio da parte dei 'Boxers', e del consolato di Tien-Tsin presente durante quel periodo;
- ai militari dell'esercito, della marina ed ai marines tedeschi che tolsero l'assedio;
- al personale medico e infermieristico, di entrambi i sessi, che operò negli ospedali e sulle navi ospedale per la cura di malati e feriti.

Potevano essere premiati anche membri delle truppe alleate, infatti la China-Denkmünze fu conferita in Italia (1901), Francia (1902), Regno Unito, Stati Uniti, Giappone e Russia.

## Insegne

### Medaglia
La medaglia è costituita da un disco di bronzo largo 32 mm. e alto 35 mm. perché in alto termina con una punta forata che accoglie un piccolo anello allungato al quale è appeso l'appiccagnolo ad anello; essa reca:
sul dritto
un'aquila imperiale tedesca, coronata e con le ali spiegate, che tiene tra gli artigli un drago imperiale cinese sconfitto; tutto circondato da una corona di alloro sul bordo;
sul rovescio
al centro una "W" (iniziale dell'imperatore Wilhelm II) coronata e con un nastro drappeggiato sullo sfondo, circondata dalle scritte  "DEN SIEGREICHEN STREITERN" (I vittoriosi combattenti) nella parte superiore e "1900 CHINA 1901" nella parte inferiore; tutto circondato da una corona di alloro sul bordo.

### Nastro
Bianco con una riga nera e una rossa ad ogni lato ed una riga gialla più grande al centro.

### Barrette
Per indicare che il decorato aveva partecipato ad uno specifico evento bellico, nel settembre 1901 furono autorizzate 13 barrette, di bronzo dorato, da apporre sul nastro della medaglia, recanti una delle seguenti iscrizioni a ricordo delle battaglie o operazioni militari della campagna di Cina:
ufficiali
- Taku
- Tsekingkwan
- Seymour-Expedition
- Kalgan
- Tientsin
- Huolu
- Peking

la barretta Pechino fu autorizzata solo per i membri del III Seebatallion che avevano servito sotto il Tenente Graf von Soden durante l'assedio delle legazioni straniere a Pechino;
- Kitchou
- Peitang-Forts
- Hophu
- Liang-Hsiang-Hsien
- Fouphing
- Kaumi

non ufficiali
- Nan-Hung-Men
- Tschang-Tschöng-Ling
- Tonku
- Chouchouang
- Kuant-Schang
- Nankuanto

Chi aveva preso parte a più di una battaglia, poteva apporre altrettante barrette sul nastro della medaglia.

## Variante d'acciaio per i non combattenti

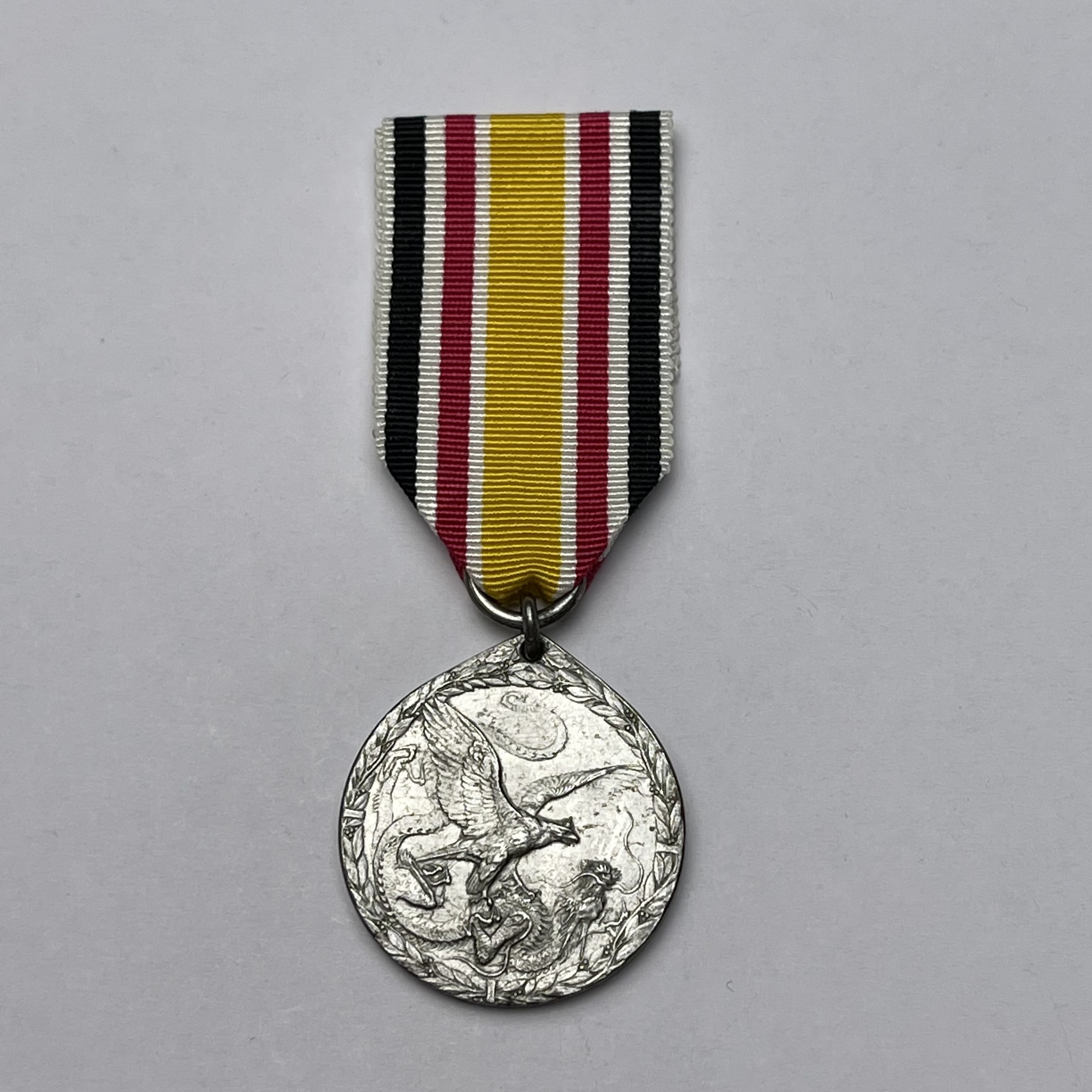

La China-Denkmünze d'acciaio fu assegnata a tutte le persone coinvolte nei preparativi per l'invio delle forze armate tedesche in Asia orientale, così come agli equipaggi delle navi di compagnie di navigazione tedesche noleggiate per trasportare truppe e munizioni da e verso l'Asia orientale
Differiva dalla medaglia per i combattenti, oltre che nel metallo, nell'iscrizione sul rovescio: "VERDIENST UM DIE EXPEDITION NACH CHINA" (Servizio nella spedizione in Cina).